# Shalbatana Vallis
Shalbatana Vallis est une vallée de la planète Mars située par 7,33° N, 317,91° E. Shalbatana est le terme qui désigne cet astre en akkadien.
Shalbatana Vallis est une des nombreuses vallées (avec Ares Vallis, Kasei Vallis, Simud Vallis, Tiu Vallis, etc.) qui se jettent dans le bassin de Chryse Planitia.